# A.M. de Jong-museum
Het A.M. de Jong-museum is een museum in Nieuw-Vossemeer dat is gewijd aan de in Nieuw-Vossemeer geboren schrijver A.M. de Jong en zijn tijd. Het museum is gevestigd in het A.M. de Jong-huis aan Voorstraat 29.
Het museum is geopend sinds 1974. Het toont voorwerpen die betrekking hebben op A.M. de Jong en zijn tijdgenoten. Verder is er een oud café-interieur en een oud winkeltje ingericht. In een zaal worden oude films getoond, waaronder de film Merijntje Gijzen's Jeugd uit 1936. Ook zijn er wisselende thematische tentoonstellingen.